# Heinz Müller
Heinz Müller (Tuningen, 16 september 1924 – Villingen-Schwenningen, 25 september 1975) was een Duits wielrenner. Hij was prof van 1949 tot 1960. In 1952 werd hij in Luxemburg als eerste Duitser ooit Wereldkampioen wielrennen. Daarnaast was hij vooral succesvol in eigen land, met onder andere negen etappezeges in de Ronde van Duitsland.

## Resultaten in voornaamste wedstrijden
| Jaar | Ronde van Italië | Ronde van Frankrijk | Ronde van Spanje |
| ---- | ---------------- | ------------------- | ---------------- |
| 1952 |                  |                     |                  |
| 1954 | opgave           |                     |                  |
| 1955 |                  | opgave              |                  |
| 1956 |                  |                     | opgave           |
| 1958 | buiten tijd      |                     |                  |

| Jaar |  | WK op de weg |
| ---- |  | ------------ |
| 1952 |  | ↑            |
| 1954 |  |              |
| 1955 |  | 19e          |
| 1956 |  |              |
| 1958 |  |              |